# V Inspekcja Armii Cesarstwa Niemieckiego
V Inspekcja Armii Cesarstwa Niemieckiego (niem. V. Armeeinspektion) – jedna z inspekcji armii Cesarstwa Niemieckiego.

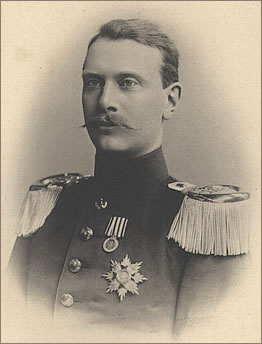
Fryderyk II Badeński

## Stan na rok 1914
- Generalny Inspektor: Generaloberst wielki książę Fryderyk II Badeński
- Miejsce stacjonowania: Karlsruhe
- Podległe korpusy armijne:
  - VIII Korpus Armijny – Koblencja
  - XIV Korpus Armijny – Karlsruhe
  - XV Korpus Armijny – Strasburg